# 阿赫 (莱茵兰-普法尔茨州)
阿赫是德国莱茵兰-普法尔茨州的一个市镇。总面积6.95平方公里，总人口1115人，其中男性542人，女性573人（2011年12月31日），人口密度160人/平方公里。